# Napad
Napad je u vojništvu odlučujući oblik borbe. Kombinacijom vatre, pokreta i udara prisiljava se protivnika na obranu, nameće mu se borba i traži njeno rješenje u direktnoj akciji. Cilj napada je razbijanje i uništenje žive sile i borbenih sredstava neprijatelja i njegovo onesposobljavanje za daljnja djelovanja, preuzimanje inicijative u borbi, zauzimanje objekata, položaja ili prostora.
Zavisno od snaga i sredstava kojima se izvodi, postignutog iznenađenja, primijenjenog manevra, ambijenta, napad može imati različite oblike i dimenzije, kao što su na primjer demonstracija, diverzija, okruženje, prepad, proboj, zasjeda.
Značajno za svaki napad je da je inicijativa na strani napadača - njegova je sloboda djelovanja znatno veća, jer on određuje vrijeme, mjesto, pravac i način akcije.